# Malta Eurovision Song Contest 2017
La settima edizione del Malta Eurovision Song Contest si è svolta il 18 febbraio 2017 presso il Malta Fairs and Conventions Centre di Ta' Qali e ha selezionato il rappresentante di Malta all'Eurovision Song Contest 2017.
La vincitrice è stata Claudia Faniello con Breathlessly.

## Organizzazione
L'evento è stato organizzato dall'emittente maltese Public Broadcasting Services (PBS) per selezionare il rappresentante di Malta all'Eurovision Song Contest 2017, ospitato dalla capitale ucraina Kiev.
Nel periodo concesso tra il 2 e il 30 novembre 2016 sono stati inviati 156 brani candidati per prendere parte alla competizione; tra questi l'emittente ha ridotto prima a 60 e poi a 16 il numero di partecipanti selezionati.

### Formato
L'evento è consistito, contrariamente alle precedenti edizioni, in un'unica serata finale da 16 partecipanti con il punteggio deciso dal solo televoto.

## Partecipanti
La lista dei partecipanti in ordine alfabetico, annunciati da PBS il 22 dicembre 2016:
| Artista             | Brano               | Lingua  | Compositori                                                                        |
| ------------------- | ------------------- | ------- | ---------------------------------------------------------------------------------- |
| Brooke Borg         | Unstoppable         | Inglese | Christian Schneider, Aidan O'Connor, Sara Biglert e Brooke Borg                    |
| Cherton Caruana     | Fighting to Survive | Inglese | Boris Cezek e Dean Muscat                                                          |
| Claudia Faniello    | Breathlessly        | Inglese | Philip Vella, Sean Vella e Gerard James Borg                                       |
| Crosswalk           | So Simple           | Inglese | Boris Cezek e Dean Muscat                                                          |
| Deborah C & Josef   | Tonight             | Inglese | Jonas Gladnikoff, Primož Poglajen, Michael James Down, Sara Ljunggren e Angie Laus |
| Franklin Calleja    | Follow Me           | Inglese | Ivan Grech, Cyprian Cassar e Muxu                                                  |
| Jade                | Seconds Away        | Inglese | Kevin Borg e Simon Gribbe                                                          |
| Janice Mangion      | Kewkba              | Maltese | Mark Scicluna ed Emil Calleja Bayliss                                              |
| Kevin Borg          | Follow              | Inglese | Kevin Borg e Simon Gribbe                                                          |
| Klinsmann Coleiro   | Laserlight          | Inglese | Dreher Emanuel, Stefan Moessle e Mathias Strasser                                  |
| Maxine Pace         | Bombshell           | Inglese | Noel Cohen, Michael Macallister, Julie Hardy ed Erin Bowman                        |
| Miriana Conte       | Don't Look Down     | Inglese | Cyprian Cassar e Muxu                                                              |
| Raquela Dalli Gonzi | Ray of Light        | Inglese | Boris Cezek e Dean Muscat                                                          |
| Rhiannon            | Fearless            | Inglese | Cyprian Cassar e Rhiannon Micallef                                                 |
| Richard Edwards     | You                 | Inglese | Richard Micallef                                                                   |
| Shauna Vassallo     | Crazy Games         | Inglese | Cyprian Cassar e Muxu                                                              |

## Finale
La finale dell'evento si è tenuta a partire dalle 21:00 del 18 febbraio 2017 presso il Malta Fairs and Conventions Centre di Ta' Qali. La serata è stata presentata da Daniel Azzopardi e Charlene Mercieca ed è stata trasmessa dal vivo su TVM e sul sito ufficiale dell'emittente.
Si sono esibiti come intervalli: Christina Magrin, rappresentante della nazione al Junior Eurovision Song Contest 2016, Ira Losco, vincitrice della precedente edizione e rappresentante di Malta all'Eurovision Song Contest 2016, e i Travellers.
| #  | Artista             | Brano               | Televoto | Posizione |
| -- | ------------------- | ------------------- | -------- | --------- |
| 1  | Klinsmann Coleiro   | Laserlight          | 332      | 10°       |
| 2  | Raquela Dalli Gonzi | Ray of Light        | 551      | 8°        |
| 3  | Deborah C & Josef   | Tonight             | 572      | 7°        |
| 4  | Kevin Borg          | Follow              | 2 502    | 3°        |
| 5  | Jade                | Seconds Away        | 166      | 14°       |
| 6  | Crosswalk           | So Simple           | 245      | 12°       |
| 7  | Franklin Calleja    | Follow Me           | 1 303    | 5°        |
| 8  | Rhiannon            | Fearless            | 288      | 11°       |
| 9  | Miriana Conte       | Don't Look Down     | 156      | 16°       |
| 10 | Shauna Vassallo     | Crazy Games         | 159      | 15°       |
| 11 | Janice Mangion      | Kewkba              | 4 544    | 2°        |
| 12 | Cherton Caruana     | Fighting to Survive | 340      | 9°        |
| 13 | Maxine Pace         | Bombshell           | 627      | 6°        |
| 14 | Richard Edwards     | You                 | 186      | 13°       |
| 15 | Brooke Borg         | Unstoppable         | 2 000    | 4°        |
| 16 | Claudia Faniello    | Breathlessly        | 4 996    | 1°        |

## All'Eurovision Song Contest

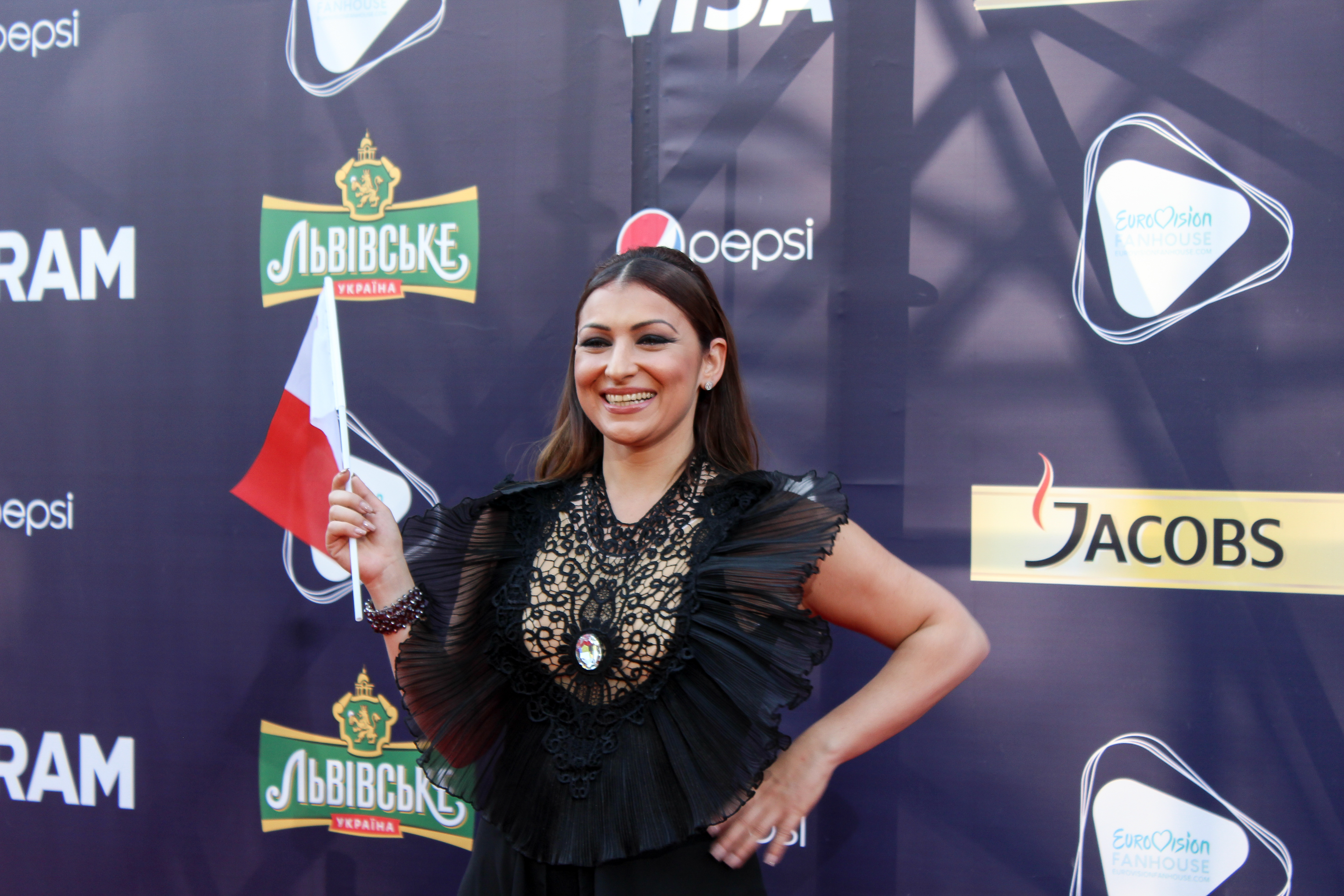
Claudia Faniello sul red carpet dell'Eurovision Song Contest 2017

Malta si è esibita al 4º posto nella seconda semifinale dell'11 maggio 2017, classificandosi al 16º posto con 55 punti, assegnati dalle sole giurie, e non qualificandosi per la finale, nella quale il paese ha comunque potuto votare.

### Voto

#### Giuria e portavoce
La giuria maltese per l'Eurovision Song Contest 2017 è stata composta da:
- Kevin Abela, tromba principale dell'Orchestra Filarmonica di Malta e presidente di giuria;
- Whitney Cremona, cantante;
- Karl Bonaci, direttore televisivo;
- Chiara Siracusa, cantante (rappresentante di Malta all'Eurovision Song Contest nel 1998, nel 2005 e nel 2009);
- Mark Spiteri Lucas, insegnante, musicista e arrangiatore.

#### Punti assegnati a Malta
| Giurie (8° con 55 punti)   | Giurie (8° con 55 punti) | Giurie (8° con 55 punti) | Giurie (8° con 55 punti) | Giurie (8° con 55 punti)                    |
| 12                         | 10                       | 8                        | 7                        | 6                                           |
| -------------------------- | ------------------------ | ------------------------ | ------------------------ | ------------------------------------------- |
|                            |                          | - Macedonia              | - Bulgaria               | - Austria - Francia                         |
| 5                          | 4                        | 3                        | 2                        | 1                                           |
| - Bielorussia - Irlanda    | - Estonia                | - Germania - Paesi Bassi | - Israele - Serbia       | - Croazia - Lituania - Romania - San Marino |
| Televoto (18° con 0 punti) |                          |                          |                          |                                             |
| 12                         | 10                       | 8                        | 7                        | 6                                           |
|                            |                          |                          |                          |                                             |
| 5                          | 4                        | 3                        | 2                        | 1                                           |
|                            |                          |                          |                          |                                             |

#### Punti assegnati da Malta
| Punti | Giuria      | Televoto    |
| ----- | ----------- | ----------- |
| 12    | Bulgaria    | Bulgaria    |
| 10    | Israele     | Israele     |
| 8     | Macedonia   | Croazia     |
| 7     | Bielorussia | Romania     |
| 6     | Paesi Bassi | Ungheria    |
| 5     | Danimarca   | Svizzera    |
| 4     | Romania     | Irlanda     |
| 3     | Estonia     | Paesi Bassi |
| 2     | Serbia      | Estonia     |
| 1     | Irlanda     | Austria     |

| Punti | Giuria      | Televoto    |
| ----- | ----------- | ----------- |
| 12    | Italia      | Italia      |
| 10    | Portogallo  | Bulgaria    |
| 8     | Bulgaria    | Portogallo  |
| 7     | Israele     | Svezia      |
| 6     | Croazia     | Romania     |
| 5     | Romania     | Belgio      |
| 4     | Francia     | Regno Unito |
| 3     | Ungheria    | Croazia     |
| 2     | Bielorussia | Ungheria    |
| 1     | Armenia     | Moldavia    |